# Prosoplus schultzei
Prosoplus schultzei är en skalbaggsart som beskrevs av Stefan von Breuning 1960. Prosoplus schultzei ingår i släktet Prosoplus och familjen långhorningar.
Artens utbredningsområde är Filippinerna. Inga underarter finns listade i Catalogue of Life.